# Mary Galway
Mary Galway (1864-26 de septiembre de 1928) fue una sindicalista y sufragista irlandesa. Fue presidenta de la Sociedad de Operadores Textiles y, junto a Lizzie Bruce, fue una de las enviadas a la conferencia nacional quince años antes de que se eligiera a otra mujer.

## Biografía
Galway nació en 1864 cerca de Moira en el condado de Down. Era una de al menos cinco hijas nacidas en su familia. Se mudaron a Belfast cuando era joven, donde los ingresos de su familia dependían de la industria del tejido de lino. Comenzó a trabajar cuando tenía 11 años y se unió a la Textile Operatives Society of Ireland. En 1898 fue elegida para el ejecutivo del Consejo de Comercio de Belfast y ese año los representó en el quinto Congreso anual de sindicatos irlandeses junto con Lizzie Bruce. Pasaron quince años antes de que otra sociedad enviara delegadas al congreso. En 1907, era presidenta de la sociedad y fue la primera mujer en el Ejecutivo Nacional del Congreso de Sindicatos de Irlanda. Se convirtió en la primera vicepresidenta del sindicato en 1910. En todo momento, utilizó su voz para pedir la igualdad y el sufragio de las mujeres e instó a éstas a "agitar hasta que obtuvieran la franquicia y la representación en el Parlamento". También fue miembro del Comité Central para el Empleo de la Mujer en Ulster. Contribuyó regularmente a la discusión del diario The Irish Citizen sobre salarios, explotación, clase y derechos de los trabajadores.
Galway testificó ante el parlamento sobre una serie de asuntos laborales y fue fundamental para eliminar el concepto de niños que estaban medio tiempo en la escuela y medio tiempo en el trabajo y para acortar la semana laboral a cuarenta y ocho horas.
Antes de 1900, el sindicato tenía 1.000 miembros. Para 1918 tenía más de 10,000. James Connolly y Galway se enfrentaron cuando creó lo que sentía que era un sindicato en competencia, pero ella continuó logrando objetivos importantes para sus miembros y estableciendo nuevas sucursales en todo el país.